# Carles I d'Àustria i IV d'Hongria
Carles I d'Àustria (Persenbeug, Baixa Àustria, 17 d'agost de 1887 - Funchal, 1921) fou el darrer emperador austríac, essent també arxiduc d'Àustria i rei d'Hongria des de l'any 1916 i fins a l'any 1918, any en què s'abolí la monarquia danubiana. És venerat com a beat per l'Església catòlica.
Amb l'atemptat de Sarajevo que costà la vida de l'arxiduc Francesc Ferran d'Àustria i de la seva esposa, Carles esdevingué hereu al tron d'Àustria. Malgrat aquest fet, i tot i la simpatia que l'emperador li mostrà sempre, Carles no accedí a l'Estat Major de l'exèrcit fins que es convertí en emperador l'any 1916.
El transcurs de la Primera Guerra Mundial, iniciada l'any 1914, l'apartà considerablement de l'Estat Major i el centre de poder de Viena a conseqüència de la seva idea de sortir de la guerra a qualsevol preu. Amb la mort de l'emperador Francesc Josep I d'Àustria, Carles esdevingué emperador, malgrat tot, la situació dins de l'Imperi ja era insostenible.
Des del primer dia del seu govern, Carles realitzà importants esforços per traure l'Imperi dual de la guerra a través d'un pau negociada amb França. Carles pretenia que el seu cunyat, el príncep Sixt de Borbó-Parma, integrant de l'exèrcit francès li servissin de pont amb el president de la República francesa i es pogués arribar a un armistici. Malgrat tot, les negociacions mai es produïren a conseqüència de la negativa del president Clemenceau.
A partir de l'any 1917 la situació interna de l'Imperi empitjorà considerablement a conseqüència de l'aïllament en què es trobava i amb les dificultats que tenia per respondre a la demanda interna. A mesura que passaren els mesos de la guerra la situació es feu més complicada, situació aprofitada pels diferents col·lectius nacionals per reclamar a la comunitat internacional estats propis.
Àustria-Hongria fou la principal afectada dels anomenats 14 punts del president estatunidenc Woodrow Wilson, en tant que significava la desaparició de l'Imperi com a estat. Per tal de pal·liar la situació, Carles intentà acomodar les diferències nacionals dins del Parlament i permetre l'autogovern per les diferents nacionalitats. Malgrat aquestes reformes, la situació interna escapà de les mans de l'emperador en tant que les potències de l'Entesa reconegueren com a interlocutors les diferents nacionalitats.
El dia 11 de novembre de l'any 1918, Carles I proclamà la seva sortida de qualsevol activitat governamental a Àustria després que el nou parlament austríac no acceptés la conversió del nou estat germànic en monarquia. Malgrat tot, la declaració no significà l'abdicació ni la pèrdua dels drets històrics i dinàstics de la família imperial.
Aïllat internacionalment i menyspreat no només pels nous estats sinó també per les potències internacionals emprengué el camí de l'exili cap a l'illa portuguesa de Madeira. Malgrat que Hongria s'havia convertit en una monarquia sota la regència del mariscal Miklós Horthy, Carles i la seva família no es pogueren instal·lar al país hongarès davant la negativa del regent.
Carles morí a l'illa de Madeira l'any 1922, quatre anys després d'haver marxat d'Àustria, com a conseqüència d'una severa pneumònia. Les seves restes descansen a l'Església de Nostra Senyora de la Muntanya de la ciutat de Funchal. Carles morí completament a la ruïna, havent estat incapaç de traslladar a l'exterior la seva fortuna personal.
L'aïllament diplomàtic i internacional que la família Habsburg patí des de l'any 1918 no es pogué superar fins que l'any 1922 el rei Alfons XIII d'Espanya decidí socórrer l'emperadriu Zita i la seva família i instal·lar-los a la població basca de Zarautz.

## Família
Era fill de l'arxiduc Otó d'Àustria i de la princesa Maria Josepa de Saxònia. Carles era net per via paterna de l'arxiduc Carles Lluís d'Àustria i de la princesa Maria de l'Anunciació de Borbó-Dues Sicílies i per via materna del rei Jordi I de Saxònia i de la infanta Maria Anna de Portugal.
El dia 21 d'octubre de l'any 1911 contragué matrimoni amb la princesa Zita de Borbó-Parma, filla del duc Robert I de Parma i de la infanta Maria Antònia de Portugal. El casament tingué l'aprovació total de la Cort Imperial i de l'emperador Francesc Josep I d'Àustria que observà d'aquesta forma la continuïtat de la dinastia. La parella tingué vuit fills:
- SAI l'arxiduc Otó d'Àustria, cap de la dinastia. Nascut el 1912 a Viena, es casà amb la princesa Regina de Saxònia-Meiningen.
- SAI l'arxiduquessa Adelaida d'Àustria, nascuda el 1914 a Viena i morta el 1974.
- SAI l'arxiduc Robert d'Àustria-Este, nascut el 1915 a Viena i mort el 1996 a Brussel·les. Es casà amb la princesa Margarida de Savoia-Aosta.
- SAI l'arxiduc Fèlix d'Àustria, nascut el 1916 a Viena. Es casà amb la princesa Anna Eugènia d'Arenberg.
- SAI l'arxiduc Carles Lluís d'Àustria, nascut el 1918 a Viena. Es casà amb la princesa Iolanda de Ligne.
- SAI l'arxiduc Rodolf d'Àustria, nascut el 1919 a Funchal. És casat en primeres núpcies amb la comtessa Xenia Tschernyschev-Besobrasow mentre que en segones núpcies ho és amb la princesa Anna de Wrede.
- SAI l'arxiduquessa Carlota d'Àustria, nascuda el 1921 a Funchal. Es casà amb el duc Jordi de Mecklenburg-Strelitz, cap de les cases ducals de Mecklenburg-Strelitz i de Mecklenburg-Schwerin.
- SAI l'arxiduquessa Elisabet d'Àustria, nascuda el 1922 a Funchal i morta el 1993 a Viena. Es casà amb el príncep Enric de Liechtenstein.

## Joventut

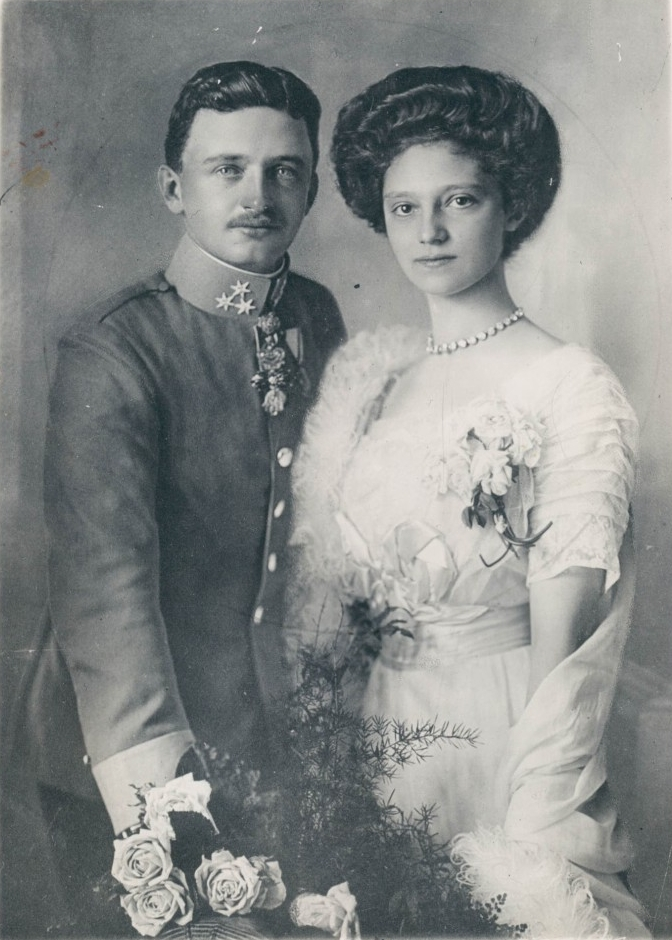
L'arxiduc Carles i la princesa Zita.

Primogènit de l'arxiduc Otó i de la princesa Maria Josepa de Saxònia. La seva infantesa va ser feliç i els trasllats d'una guarnició a una altra del seu pare van fer que viatgés per gran part de l'imperi. Va aprendre alemany (el seu idioma matern), anglès, francès i hongarès. Estava versat en dret constitucional i ciències polítiques. El 1901 va visitar gran part de la Transleitània. El 1905 va servir a Bohèmia com a tinent d'una petita guarnició i va rebre l'orde del Toisó d'Or.

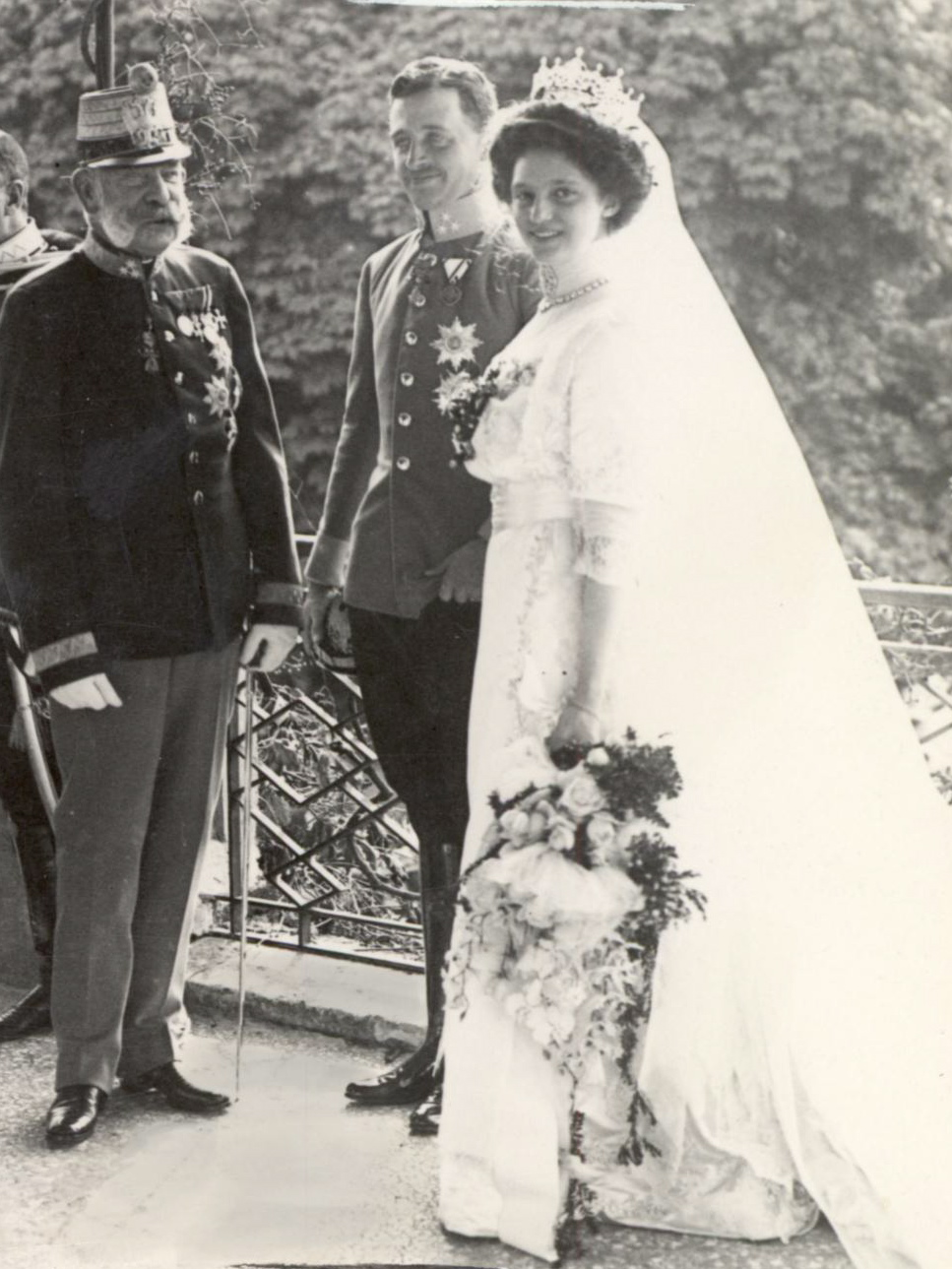
Casament de Carles amb Zita de Borbó-Parma al castell de Schwarzau (1911)

El 21 d'octubre de 1911 es va casar amb la princesa Zita de Borbó-Parma, impetuosa, molt religiosa i d'ideologia més reaccionària que la de Carles. El matrimoni va tenir 9 fills. 2 Des de gener d'aquest any, Carles va treballar a l'Estat major austrohongarès, a Viena.

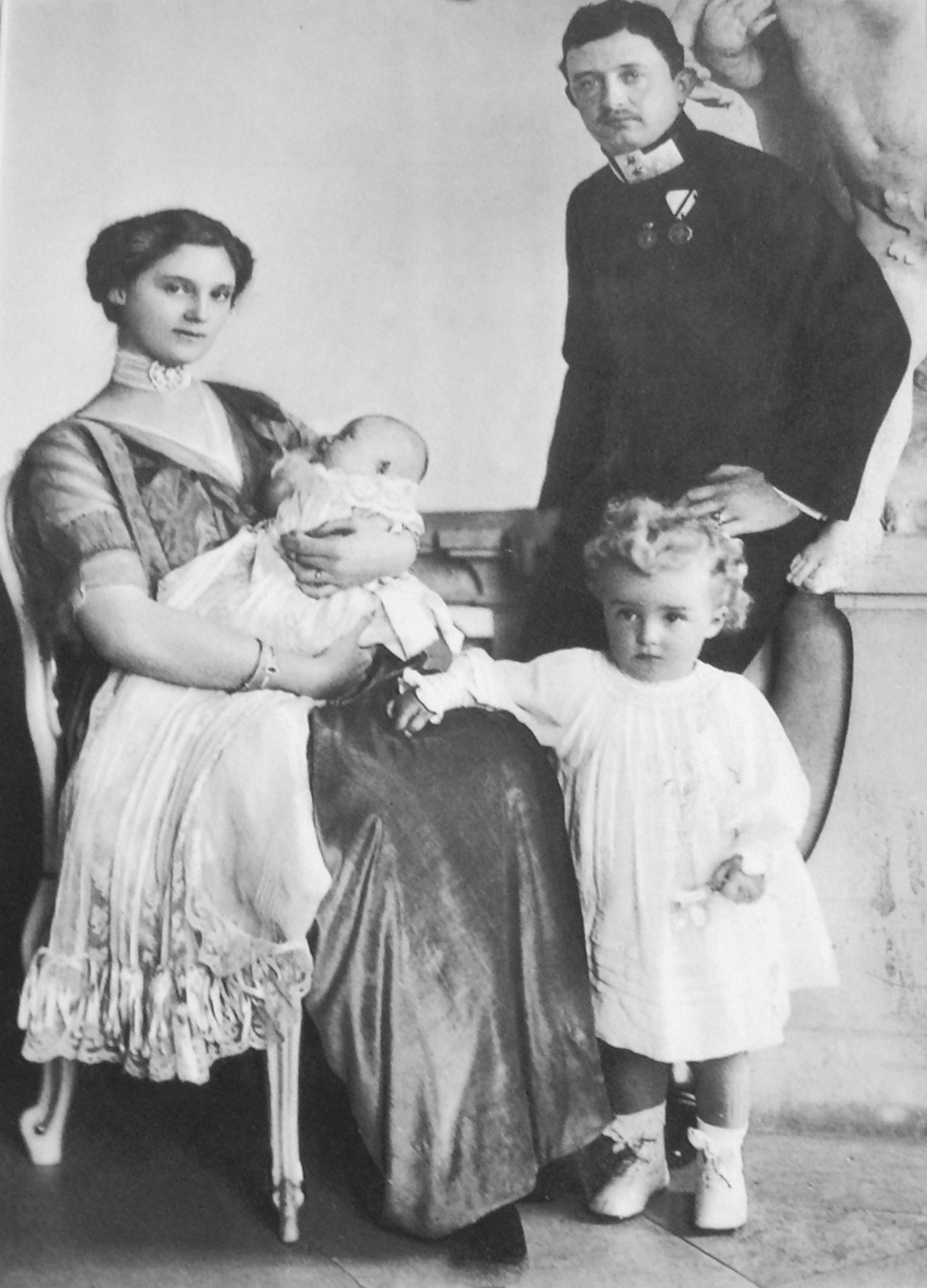
Carles i Zita amb els fills (1914)

Va succeir al seu besoncle Francesc Josep I. Abans d'accedir al tron va prestar serveis a l'exèrcit. Es va convertir en successor el 1914 després que el seu oncle l'arxiduc Francesc Ferran d'Àustria fos assassinat a Sarajevo, Bòsnia, causa immediata de l'esclat de la Primera Guerra Mundial.

## Regnat
Carles va accedir al tron amb 29 anys després que morís el seu ancià besoncle, l'emperador Francesc Josep I la nit del 21 de novembre de 1916, enmig de la Primera Guerra Mundial. La seva coronació era urgent i va tenir lloc el 29 de desembre de 1916, evitant les cerimònies dilatòries que havien estat usuals en els Habsburg en temps de pau, el que va posar de manifest el declivi final de l'imperi.
Des d'aquest moment, el nou emperador va tractar de treure a l'imperi austrohungarès de la guerra Europea. La raó principal que el va portar a això va ser la situació econòmica del país, que no parava d'empitjorar, amb una inflació severa, descontentament massiu entre els camperols per les requisacions de guerra, i fort rebuig dels sindicats obrers a la militarització de la indústria. En esvair-se a finals de 1916 la possibilitat que Rússia pogués envair Àustria-Hongria es va fer evident que Alemanya era la força dominant dels Imperis Centrals políticament i militar, provocant una nova causa de descontentament entre la població eslava d'Àustria-Hongria. El mateix emperador desitjava la pau per la convicció personal que la sagnia humana del conflicte podria continuar durant molt temps més.

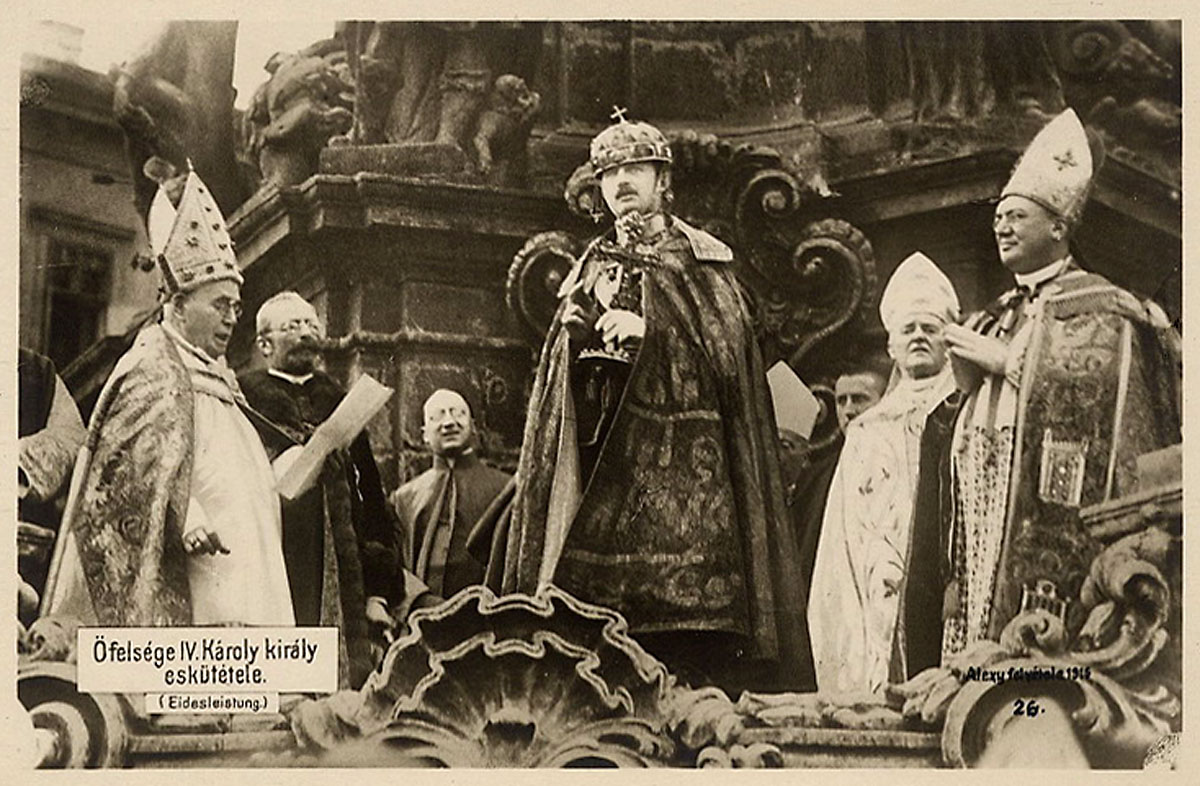
Coronació el 29 de desembre de 1916

Sense suficient capacitat de maniobra, durant la primavera de 1917 Carles I va mantenir, a l'esquena d'Alemanya, uns polèmics contactes amb el govern francès, que van fracassar, per tractar d'assolir una pau per separat amb els aliats a través del seu cunyat, el príncep Sixt de Borbó-Parma, que era oficial de l'exèrcit belga. En les converses secretes realitzades entre Sixte i Carles a Viena, l'emperador es va comprometre a defensar la devolució d'Alsàcia i Lorena a França i el manteniment d'una Bèlgica independent, a canvi d'aconseguir la pau, a canvi que la Triple Entesa acceptés la preservació d'Àustria-Hongria i Alemanya en la seva integritat territorial.
L'esclat de la Revolució d'Octubre a Rússia va causar que Carles I intensifiqués els seus esforços per una pau negociada, mentre l'esfondrament rus reafirmava la subordinació d'Àustria-Hongria respecte a Alemanya i també podria servir d'exemple per a una revolució social extrema als Imperis Centrals. L'abril de 1918, el ministre d'afers exteriors de Carles I, el comte txec Ottokar von Czernin, assabentat de les negociacions de Carles, va presumir davant la premsa internacional que França estava pidolant la pau als Imperis Centrals, tot seguit el primer ministre francès Clemenceau va respondre fent públiques les negociacions de l'emperador austríac amb Sixt de Borbó-Parma, 5 causant un gran perjudici a la credibilitat de Carlos i minant la seva posició internacional, perquè si bé Carles havia informat anticipadament al kàiser alemany Guillem II sobre les converses de pau, no li va esmentar les concessions que Carles proposava als francesos.
Mentrestant, com a resultat de l'escàndol, la Triple Entesa reconeixia poc després al govern txecoslovac independent a París, abandonant la seva anterior posició de manteniment d'un imperi reformat, Carles va haver de viatjar urgentment a Alemanya per assegurar a Guillem II la seva lleialtat com a aliat, en tant el mateix Estat major del Reichsheer alemany, en saber les concessions que Carles oferia als Aliats, planificà una "invasió preventiva" d'Àustria per deposar Carles I en considerar la seva conducta com una traïció.

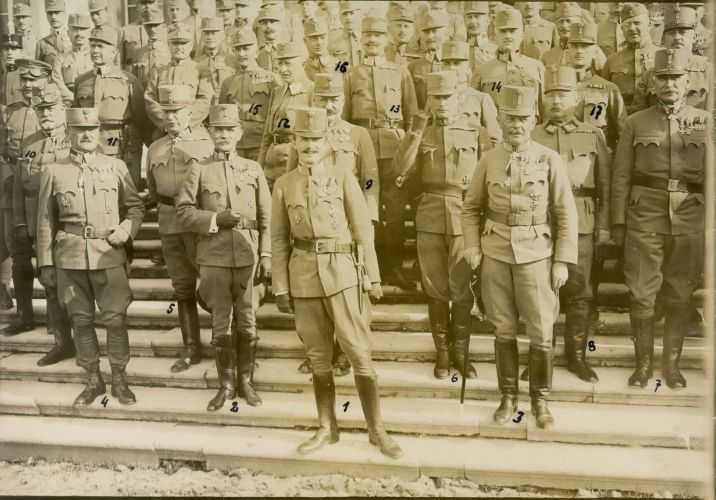
Carles I amb els seus generals (1918)

A l'interior, amb motiu de l'aniversari del seu hereu (2 de juliol de 1917) va declarar una amnistia dels presoners polítics, gest amb què va tractar, amb escassos resultats, de mostrar la seva disposició a un nou ordre polític en l'imperi. De la mateixa manera, al llarg de l'any 1917 i la primera meitat de 1918, Carles va promulgar diverses normes destinades a mitigar el descontentament social de la classe obrera del seu imperi, suavitzant les severes lleis marcials aprovades a l'inici de la guerra. Tanmateix, la contesa prosseguia i, per tant, les mesures preses per l'emperador amb prou feines eren pal·liatius d'una greu situació interna.
Després de l'enfonsament del front búlgar al setembre de 1918, Carles va decidir dur a terme dràstiques mesures reformistes per convèncer la Triple Entesa que l'imperi austrohongarès havia de salvar-se, o almenys mantenir-se com una federació d'estats independents. Amb ajuda dels seus assessors i del consell de ministres, Carles I va definir un pla de federalització del país, que es va fer públic l'octubre de 1918. En ell, l'imperi es convertia en una confederació on els seus membres mantenien plena autonomia política, econòmica i militar, compartint únicament la prefectura de l'Estat. Aquests intents van arribar massa tard i els consells nacionals que Carles va fomentar entre les diferents nacionalitats van optar per abandonar el govern de Viena en comptes d'adaptar el pla de l'emperador.
Iniciada la dissolució de l'imperi després de la derrota davant els italians en la batalla de Vittorio Veneto, i després de resistir-se a abandonar el que ell considerava les seves obligacions, Carles I va renunciar a la prefectura de l'Estat l'11 novembre 1918 i a formar part de qualsevol futur govern austríac, però no als seus drets com a cap de la dinastia. Tractava així de mantenir la possibilitat que pervisqués la monarquia Habsburg amb un altre membre de la família imperial. Va partir immediatament cap a l'exili a Suïssa.

## Breu exili
El govern suís va acollir a l'exemperador amb la condició que residís lluny de la frontera austríaca i s'abstingués de qualsevol activitat que pogués comprometre el país. Després d'unes setmanes de buscar allotjament, la família es va instal·lar el maig al costat del llac de Ginebra, en una vila on l'exemperadriu va donar a llum el seu sisè fill.
A l'abril s'havia format a Hongria un govern contrarevolucionari sota protecció francesa a Szeged i un altre grup de semblant orientació es va formar a Viena. Carles va mantenir contactes amb els dos grups. El grup vienès, que va aconseguir diners de l'ambaixada hongaresa, va finançar un grup militar (la divisió Lehar) que va donar suport a la restauració de Carles a Hongria occidental, ocupant cert territori durant 15 mesos.
Durant la primavera, Carles s'havia mostrat disposat a recuperar el tron, no considerant la seva abdicació a Hongria com a vàlida en no haver estat confirmada pel primer ministre i el Parlament. Per la seva banda, el govern hongarès havia comunicat a Suïssa que considerava a Carles com el seu monarca i esperava un tracte corresponent.
Els seus tractes amb el regent Horthy, però, eren ambigus: les seves proclames no eren publicades i les seves ordres eren desateses o aplicades de manera ambigua. El regent va exigir als oficials un jurament de lleialtat personal, cosa que va indignar a Carles, que va perdre la seva confiança en ell.

## Intents de restauració

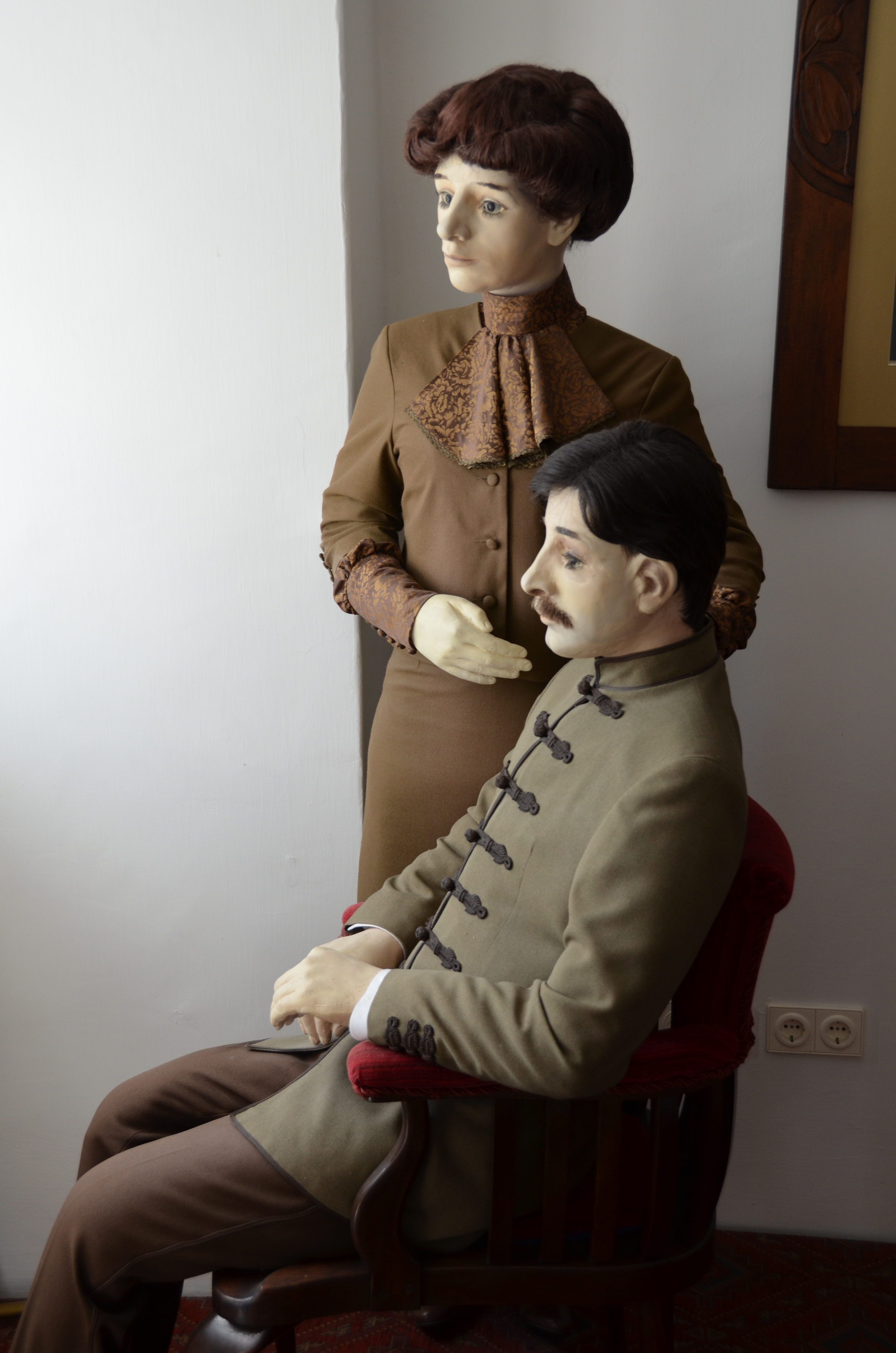
Imatge que representa la tristor que varen viure Carles i Zita de Borbó-Parma a Tihany, entre el 26 i el d'octubre de 1921

El 24 de març de 1921 l'exemperador Carles va abandonar secretament Suïssa i des d'allà va viatjar secretament a Hongria amb un passaport espanyol fals per restaurar la monarquia hongaresa i ser proclamat rei, al·legant que podria comptar amb el suport del govern francès. Després de desplaçar-se a Estrasburg en automòbil, va prendre un tren cap a Viena com a diplomàtic espanyol, passant la nit a casa d'un comte hongarès i viatjant el Dissabte Sant a la frontera hongaresa en taxi com a funcionari de la Creu Roja britànica.
El Diumenge de Resurrecció va viatjar a Budapest i va aconseguir reunir-se en secret amb l'almirall Horthy, que després d'una discussió personal va rebutjar donar suport a aquesta pretensió al·legant que França i Gran Bretanya s'oposarien a aquest projecte, mentre els governs de la Petita Entesa, anunciaven estar disposades a envair Hongria i ocupar Budapest amb les seves tropes per impedir la restauració d'un Habsburg en el tron (ja que temien que podria intentar el restabliment de l'imperi austrohongarès i amenaçar la independència dels seus països). Tots dos personatges van acordar suspendre la seva conversa tres setmanes, per trobar una solució, però mentrestant els nacionalistes hongaresos temien que la coronació de Carles signifiqués ressuscitar el predomini austríac sobre Hongria i van aconseguir que el parlament magiar impedís la restauració de Carles (1 d'abril de 1921). El mateix dia la junta d'ambaixadors de l'Entesa, reunida a París, declarava la seva oposició a acceptar les restauració. Davant d'això, l'exemperador (que pel que sembla només esperava ser cridat per regnar en vèncer el termini de tres setmanes) es va retirar d'Hongria el 4 d'abril, sentint-se traït per Horthy.
Al seu retorn a Suïssa, el Govern del país va endurir les condicions per donar-li asil que devia ser, en tot cas, temporal. A principis de maig, la família es va traslladar al palau de Hertenstein. Horthy mantenia la seva actitud ambigua amb l'exemperador.
Pocs mesos després Carles va intentar novament forçar la restauració, comptant amb el suport de militars i polítics hongaresos encara lleials als Habsburg: el 21 d'octubre de 1921 va entrar en avió de nou a Hongria reunint un contingent de soldats afins a la seva causa per marxar cap a Budapest. Si bé els monàrquics i el mateix Carles havien previst una marxa pacífica on les tropes governamentals no s'atrevirien a tancar el pas a l'exemperador (com va passar gairebé en tota la ruta de Szombathely a Budapest), el Govern de Miklós Horthy, sí que estava disposat a resistir aquest nou intent. Als afores de la capital, batallons de l'exèrcit i voluntaris, majoritàriament estudiants mobilitzats pel capità Gyula Gömbös, van rebutjar per la força als soldats del contingent monàrquic el 23 d'octubre, mostrant que una guerra civil era possible per causa de la restauració monàrquica. Aquesta mateixa tarda, els Governs de la Petita Entesa van enviar tropes a la seva frontera hongaresa per impedir que Carles fos restaurat. Espantat davant la possibilitat d'una guerra civil, i notant que el suport a la seva causa no era unànime, l'exemperador va desistir del seu intent el 24 d'octubre i va capitular amb els seus seguidors, mentrestant, el Govern de l'almirall Horthy reaccionava col·locant a Carles i la seva dona sota custòdia militar a la localitat de Tihany, a la vora del llac Balaton, accedint a les pressions de la Petita Entesa i dels nacionalistes hongaresos (units en el seu afany d'evitar la restauració dels Habsburg). França i Gran Bretanya també van manifestar oficialment a Horthy el 29 d'octubre la seva oposició al retorn de Carles al tron hongarès, donant suport als temors de la Petita Entesa.

Divisió d'Àustria-Hongria el 1918.
Imperi d'Àustria el 1914
Regne d'Hongria el 1914
Bòsnia i Hercegovina el 1914
La línies vermelles assenyalen les fronteres anteriors a la primera guerra mundial.

L'abril de 1919 la República d'Àustria, va declarar nuls els privilegis polítics i va embargar les propietats de la família imperial, mentre s'eliminaven els drets nobiliaris. Txecoslovàquia havia fet el mateix ja tot just acabada la guerra, al començament de novembre de 1918.
L'emperador deposat Carles va sortir d'Hongria l'1 de novembre de 1921 amb la seva dona, Zita, portats per un vaixell de la Royal Navy britànica pel Danubi fins al port romanès de Galati al mar Negre, d'aquí, l'exparella imperial va ser traslladada per la marina britànica a l'illa portuguesa de Madeira el 19 de novembre del mateix any, per decisió de França i Gran Bretanya. Allà Carles va morir de pneumònia l'1 d'abril de 1922. Les seves restes encara romanen a l'illa, a l'església de Nossa Senhora do Monte, amb permís dels seus successors, a excepció del seu cor, que va ser traslladat a la cripta dels Habsburg a Àustria.

## Veneració
L'any 2004 Carles fou declarat beat per l'Església Catòlica en una important cerimònia a la Ciutat del Vaticà. La causa de la seva beatificació s'inicià l'any 1949 quan l'Arxidiòcesi de Viena recollí un testimoni de la seva santedat. L'any 1954 fou declarat venerable, primer pas cap a la beatificació. Les raons per les quals s'inicià aquest procés fou el seu tarannà religiós a l'hora de prendre qualsevol decisió i el caràcter cristià i pacifista que tingueren les seves polítiques. Malgrat tot, la causa de la seva beatificació s'ha vist enfosquida pel fet que Carles hagués pogut autoritzar la lluita amb armes de gas durant la Primera Guerra Mundial.